# Вызывающее оппозиционное расстройство
Вызыва́ющее оппозицио́нное расстро́йство — расстройство поведения, обычно у детей младше 9—10 лет, для которого характерно непослушание, провокационное, враждебное, вызывающее поведение, игнорирование просьб и правил взрослых.

## Клиническая картина
Главной характеристикой этого психического расстройства является постоянное негативистическое, вызывающее, провокационное, враждебное поведение ребёнка, которое находится за пределами «нормального уровня» поведения для детей того же возраста той же социально-культуральной среды. При расстройстве не должно отмечаться серьёзных нарушений прав других людей. Дети с данным расстройством обычно активно игнорируют просьбы взрослых и намеренно досаждают другим людям. Обычно они обидчивы и сердиты. У них отмечается лёгкая потеря самообладания, низкий уровень фрустрационной толерантности.
Характерным отличием от других нарушений поведения является отсутствие поведения, нарушающего законы и основные права других людей, наблюдается отсутствие жестокости, драк, воровства, нападений. Присутствие этих признаков исключает диагноз.
Согласно исследованиям, самостоятельность этого расстройства может быть принята в основном только у маленьких детей, с осторожностью следует применять эту категорию у старших детей. У старших детей нарушения поведения обыкновенно становится из оппозиционно-вызывающего агрессивным, антисоциальным (диссоциальным), и превышает открытое непослушание, неповиновение, или брутальность. Однако по МКБ-10 явно диссоциальное, или агрессивное поведение исключает данный диагноз.

## Диагностика

### МКБ-10
Требуется соответствие общим критериям F91 (расстройства поведения).

### DSM-5
Вызывающее оппозиционное расстройство впервые появилось в Диагностическом и статистическом руководстве по психическим расстройствам 3-го издания DSM-III (313.81 — «оппозиционное расстройство»). В 5-м издании (DSM-5) вызывающее оппозиционное расстройство (англ. oppositional defiant disorder, коды 313.81/F91.3) определяется как поведение, при котором наблюдается раздражительность, гневливость, склонность к спорам, вызывающему поведению или мстительности. Продолжительность — не менее 6 месяцев, и присутствие минимум 4 симптомов из ниже перечисленных:
1. Часто теряет самообладание.
2. Часто бывает раздражительным или легко раздражается.
3. Часто зол и обижен.
4. Часто спорит с авторитетными фигурами или, для детей и подростков, со взрослыми.
5. Часто активно бросает вызов или отказывается выполнять правила и просьбы от авторитетных фигур.
6. Часто сознательно раздражает других.
7. Часто обвиняет других в своих ошибках или в неправильном поведении.
8. Бывает злобным или мстительным.

Спецификатор тяжести расстройства:
- Лёгкий: симптомы ограничиваются только одной окружающей обстановкой (например, школой, домом, работой, со сверстниками).
- Умеренный: некоторые симптомы присутствуют, по крайней мере, в 2 обстановках.
- Тяжёлый: некоторые симптомы присутствуют в 3 или более обстановках.

## Распространённость
Распространённость вызывающего оппозиционного расстройства колеблется от 1 % до 11 %. Средняя оценка распространённости около 3,3 %. Расстройство, по-видимому, несколько более распространено у лиц мужского пола, чем у женщин (1,4:1) до подросткового возраста.

## Терапия
Подходы к лечению вызывающего оппозиционного расстройства включают обучение родителей методам обращения с детьми, индивидуальную психотерапию, семейную терапию, когнитивно-поведенческую терапию и обучение социальным навыкам. Имеются также ограниченные доказательства того, что атипичный антипсихотический препарат рисперидон снижает агрессию и расстройства поведения.